# تیم ملی بسکتبال مردان پالائو
تیم ملی بسکتبال پالائو  نماینده جمهوری پالائو در مسابقات بین المللی است. این تیم توسط انجمن بسکتبال آماتور پالائو اداره می شود .